# (38482) 1999 TC100
1999 TC100 (asteroide 38482) é um asteroide da cintura principal. Possui uma excentricidade de 0.11595190 e uma inclinação de 11.21793º.
Este asteroide foi descoberto no dia 2 de outubro de 1999 por LINEAR em Socorro.